# Общество защиты уязвимых народов
Общество защиты уязвимых народов (нем. Gesellschaft für bedrohte Völker, GfbV-International, англ. Society for Threatened Peoples International (STPI)) — международная неправительственная правозащитная организация с главной конторой в Гёттингене, Германия (ФРГ). 
Целью Общества является повышение осведомленности о проблемах этнических меньшинств, которым угрожают репрессивные правительства, а также защита таких меньшинств. Общество заявляет, что оно «выступает против всех форм геноцида и этноцида». Имеет консультативный статус при Организации Объединенных Наций, статус участника при Совете Европы и имеет отделения в Германии, Австрии, Швейцарии, Италии, Боснии и Герцеговине и Иракском Курдистане. Генеральным секретарём Общества угрожаемых народов (STPI) и Общества угрожаемых народов в Германии (STP) является Тильман Цюльх (Tilman Zülch). Общество уделяет основное внимание Восточной Европе и другим частям Евразии, включая Россию и Балканы, но оно также работает со странами Африки и Ближнего Востока. Общество присуждает премию имени Виктора Голланца.

## Политические цели
Основной целью Общества является борьба с геноцидом, принудительной миграцией, расизмом, всеми формами притеснения меньшинств, а также с депортацией беженцев в страну их происхождения.
Общество считает, что вынужденная миграция людей, которую сегодня часто называют этнической чисткой, является преступлением. Общество выступило за создание Центра против высылок.
В особых ситуациях Общество одобряет военные акции. Так, Общество поддержало вмешательство Организации Североатлантического договора в Косовскую войну в 1999 году. В 2006 году Общество поддержало защиту выборов в Конго немецкими военными.